# Estero (Floride)
Estero est un village situé dans le comté de Lee, dans l’État de Floride, aux États-Unis. Lors du recensement de 2010, il comptait 18 176 habitants. C'est là que Germain Arena, qui accueille les jeux pour l'équipe de hockey sur glace, les Everblades de la Floride en l'ECHL, est situé.

## Histoire
Cyrus Teed, médecin et alchimiste, eut en 1869 l'intuition mystique (illumination) d'un tel modèle de Terre creuse concave, qu'il appela « Cosmogonie cellulaire ». À partir de cette vision du monde, il fonda la secte Koreshan Unity (en) (Koresh est la version hébraïque de son prénom Cyrus), et créa en 1894 avec ses disciples une communauté utopiste à Estero, aujourd'hui parc historique.
Jusqu'à récemment, Estero n'était qu'une census-designated place. En 2012, l'Estero Council of Community Leaders, regroupant 35 gated communities, débute un mouvement pour la création d'une municipalité. Deux principales raisons expliquent cette volonté : les craintes d'annexion par la municipalité voisine de Bonita Springs et des désaccord sur la politique menée par le comté. Le 4 novembre 2014, la création de la municipalité est approuvée par 87 % des électeurs. Estero devient officiellement un village de Floride le 31 décembre.

## Démographie
| 2000  | 2010   | - | - | - | - |
| ----- | ------ | - | - | - | - |
| 9 606 | 22 612 | - | - | - | - |